# Одеський театральний ліцей
Одеський театральний ліцей — театральна навчальна студія, створена 29 березня 1989 року в місті Одеса. Художній керівник — Анатолій Іванович Падука.

## Історія
5 жовтня 1980 року народний артист Росії Олег Павлович Табаков організував і очолив в Одесі театральну студію, яка називалася «Експеримент». У студію на роботу як педагог був запрошений Анатолій Іванович Падука, який за відсутності Олега Табакова заміняв його.
З 1981 по 1985 рік Анатолій Падука навчався в ГІТІСі (нині РАТІ) на акторському факультеті, де був старостою курсу.
З 1986 до 1989 року студія працювала при одеському Палаці студентів.
29 березня 1989 року при одеському Будинку актора було організовано театральну студію, яка називалася і називається донині Одеський театральний ліцей.

## Випускники

### 1980-ті
- Анна Шевчук (Ялова) — акторка
- Олександр Васютинський — актор
- Валерій Сторчак — режисер
- Валерій Степанов — актор
- Галина Зайцева — режисерка
- Дмитро Долинський — актор

### 1990-ті
- Оксана Чебанюк — акторка
- Сергій Кудрявцев (Лесогоров) — актор
- Юлія Пляшкова — акторка
- Ольга Титова — вокалістка, лідерка гурту «Форма життя», м. Київ
- Галина Захурдаєва — акторка
- Олеся Власова — акторка
- Олег Нирян — актор
- Андрій Мірошниченко — актор
- Ірина Добровольська — вокалістка
- Олена Шаврук — режисерка
- Олена Лісовенко — акторка
- Віталій Грачов (Вітас) — російський співак
- Володимир Пітеров — актор
- Валентин Сальников — актор
- Тетяна Щербата — акторка
- Геннадій Лернер — актор, продюсер, телеведучий, шоумен
- Руслана Руда — акторка
- Олена Юзвак — акторка
- Сергій Куркаєв — режисер, виконавчий продюсер Одеської кіностудії
- Альона Дмитрієва — акторка
- Олександр Онищенко — актор, режисер, керівник «Театру на Чайній», м. Одеса
- Тетяна Параскева — акторка

### 2000-2002
- Олександр Кудренко — актор
- Олександр Бойко — актор
- Світлана Виноградова — акторка
- Валерій Крупенін — актор
- Антоніна Зикова — акторка
- Руслана Руда — акторка
- Оксана Щербата — акторка